# متنزه قناة إيري التاريخية الحكومي

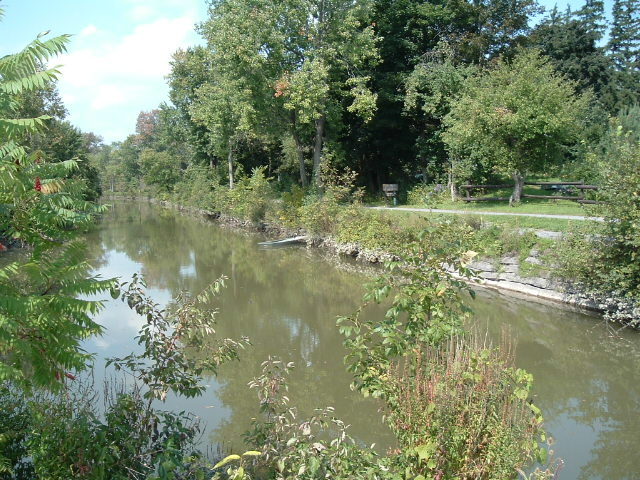
قناة إيري القديمة وممرها في كيركفيل، نيويورك، داخل متنزه أولد إيري كانال التاريخي الحكومي.

متنزه قناة إيري التاريخية الحكومي يضم قناة إيري التاريخية الحكومي، ويشمل على جزء خطي بطول 36 ميلاً (58 كم) مقطع خطي من قسم المستوى الأصلي يمتد غربًا من باترونت كريك في بلدة ديويت، شرق سيراكيوز مباشرة، إلى ضواحي روما ، نيويورك. يشمل المتنزه على أجزاء تم ترميمها من الممر المائي للقناة وممر القطر الذي كان قيد الاستخدام النشط بين عامي 1825 و 1917. إنه جزء من نظام متنزه ولاية نيويورك.

## منفذ
تم إعاده تكسير ممر القطر بغبار الأسفلت والحجر وهو مناسب لركوب الدراجات أو المشي لمسافات طويله أو ركوب الخيل أو التزلج على الجليد. القناه أيضًا صالحه للملاحة بواسطة الزورق أو الكاياك لقطاعات قصيرة في جميع أنحاء المتنزه.لا يُسمح بمركبات جميع التضاريس والدراجات النارية، ولا تتوفر مواقع تخييم في المتنزه، على الرغم من توفر المعسكرات في متنزه البحيرات الخضراء الحكومي شرق سيراكيوز، والتي تقع بالقرب من متنزه قناة ايري الحكومي. تتوفر العديد من مناطق التنزه على الطريق ويمكن الوصول إليها عبر الطرق المجاورة.

## طريق

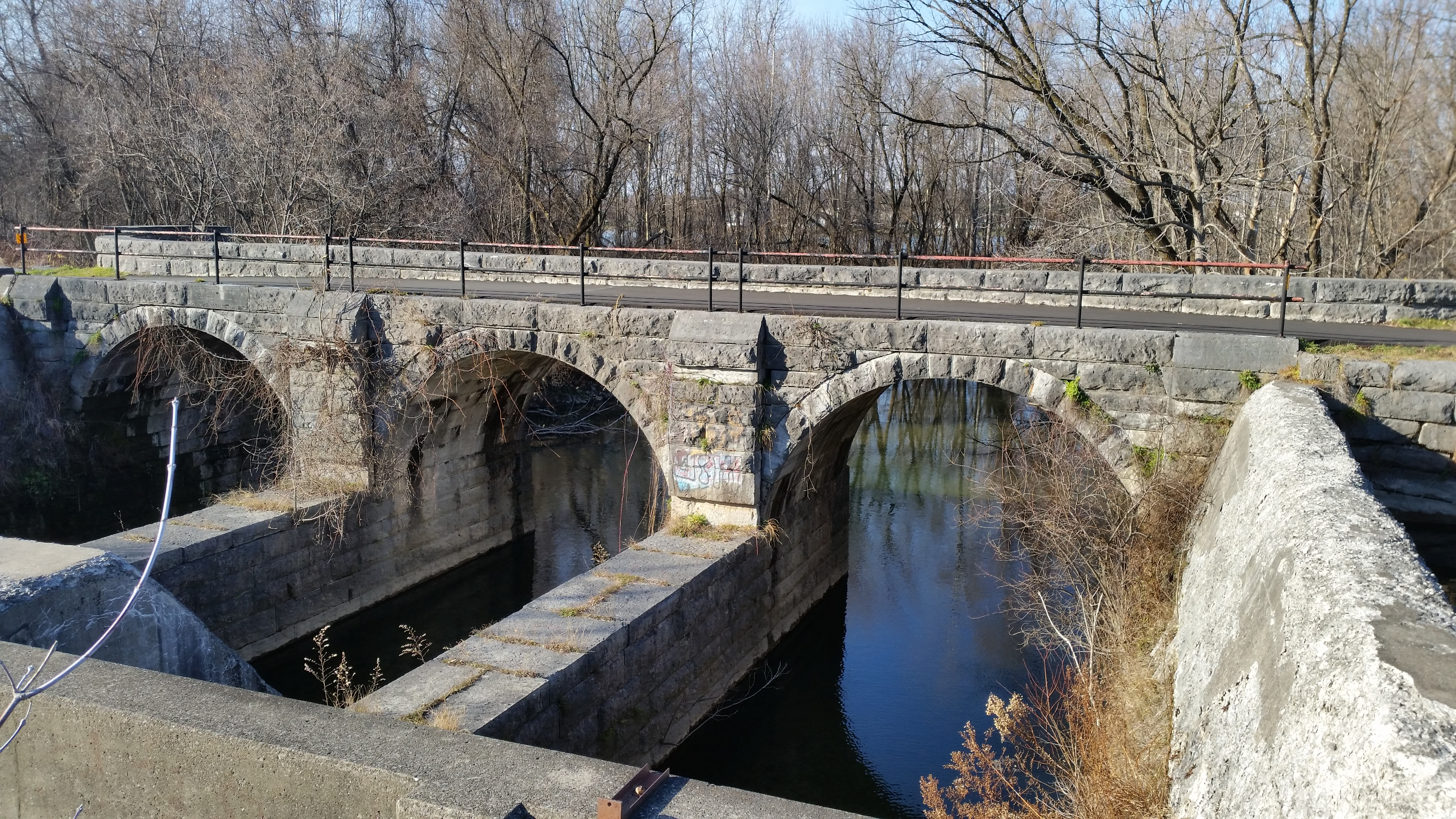
لايمستون كريك في قناة إيري القديمة ، مدينة مانليوس ، نيويورك

يقع المتنزه الذي يبلغ مساحته 1191 فدانًا( 4.82 كم 2) المتنزه داخل مقاطعات ماديسون وأونيدا وأونونداغا. يمر المتنزه بالقرب من أو عبر عدة مجتمعات، بما في ذلك فايتيفيل، مركز مانليوس، كيركفيل، شيتينانجو، كاناستوتا، دورهامفيل ونيو لندن على بعد خمسة أميال (8.0 كيلومترات) شرق خليج بوتيرنوت، تمر القناة بمدخل متنزه البحيرات الخضراء الحكومي
تقع محطة المتنزه في قرية قناة إيري، وهو متحف مدار من قبل القطاع الخاص منحل الآن وترفيه تاريخي لقرية قناة ايري تعود للقرن التاسع عشر تقع خارج روما، والتي تضمنت سكة حديدية ضيقة بطول 2 قدم (610 ملم)

## لربط المسارات
تشمل الممرات الأخرى المتصلة بمسار قناة إيري القديمه ما يلي:
- متنزه بوتيرنات كريك للاستجمام والطبيعة ديويت
- فايتفيل مغذي ممر السحب، فايتفيل
- ممشى شيتينانجو كريك، شيتينانجو
- بلاد الشمال ، كاناستوتا (المتزامن من شرق كاناستوتا إلى روما)
- أونيدا رايل تريل، أونيدا
- روما كانالواي توباث، روما

## المتنزهات المجاورة

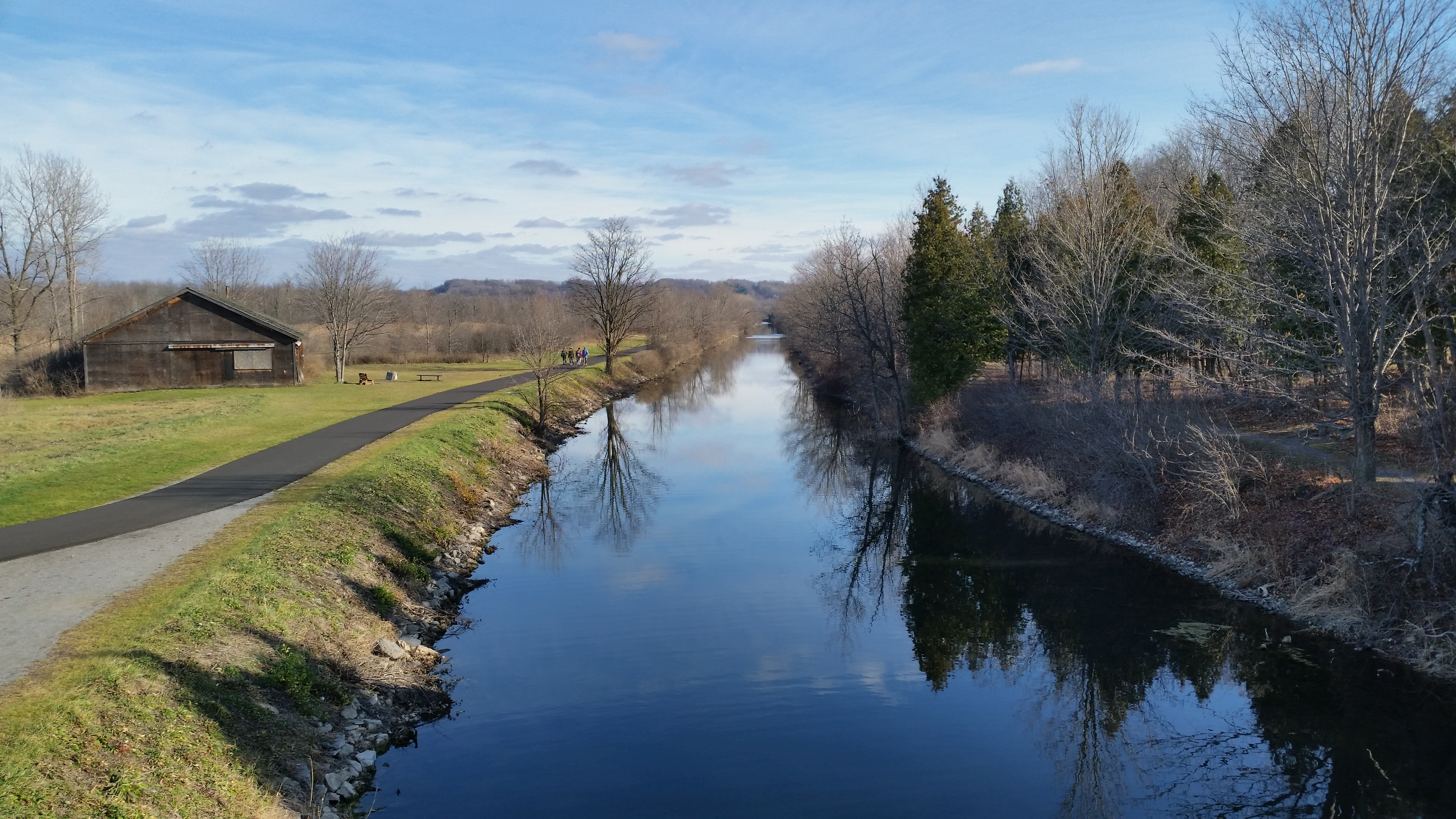
حديقة أولد إيري كانال التاريخية الحكومية، في سيدار باي بارك، ديويت ، نيويورك

تشمل المتنزهات، المتاحف ومناطق الترفيه الأخرى على طول وبالقرب من متنزه قناة ايري التاريخية الحكومية، من الغرب إلى الشرق:
- رايدر بارك ومنطقة الاستجمام، ديويت
- سيدار باي بارك، ديويت
- متنزه قناة الهبوط، فايتفيل
- متنزه البحيرات الخضراءالحكومية ، مانليوس
- منطقة نزهة بولسبروك، مينوا
- متحف قارب شيتينانجو لاندينج كانال ، شيتينانجو
- حفظ دوروس، أونيدا
- متنزه فيرونا بيتش العام، فيرونا
- ،حديقة فيرونا، فيرونا
- لوك 21 بارك، نيو لندن، مقاطعة أونيدا
- قرية إيري كانال، روما

## تاريخ
في يوليو 2006، كان لا بد من سد أو تجفيف إمتدادات القناه القديمه داخل المتنزه لإجراء إصلاحات على القناه فوق كريك بوتيرنوت شرق سيراكيوز، والتي كانت معرضه لخطر التسرب الكارثي المحتمل بسبب الأمطار الغزيره بشكل غير عادي.
في فبراير 2010 كان المتنزه من بين حوالي 40 متنزهًا في ولاية نيويورك موصى بها للإغلاق بموجب خطة ميزانية التقشف التي وضعها الحاكم ديفيد باترسون. المتنزه لا يزال مفتوح.

## روابط خارجية
- الموقع الرسمي
- Map of the Old Erie Canal State Historic Park
- Traces of the Erie Canal in the Old Erie Canal State Historic Park
- Erie Canal Village